# Paul Tschurtschenthaler

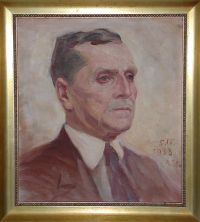
Paul Tschurtschenthaler, Porträt von Albert Stolz, 1933

Paul Tschurtschenthaler (* 2. Juli 1874 in Bruneck, Österreich-Ungarn; † 19. Dezember 1941 in Bregenz) war ein Tiroler Jurist, Schriftsteller und Volkskundler.

## Leben
Paul Tschurtschenthaler war der Sohn des Kaufmanns Gottfried Tschurtschenthaler. Er besuchte von 1886 bis 1892 das Vinzentinum, ein Privatgymnasium in Brixen, und anschließend das städtische Gymnasium, wo er 1895 maturierte. Bis 1899 studierte er dann Jus an der Universität Innsbruck.
Es folgten Tätigkeiten im Justizdienst in Brixen, Trient und Bozen, wo er 1904 die Richterprüfung ablegte. Von 1905 bis 1909 war er Richter in Imst, wo er 1909 gemeinsam mit dem Maler Thomas Walch das Ortsmuseum gründete. 1910 wurde er Grundbuchanlegungskommissar für die Bezirke Welsberg, Ahrntal und Enneberg in Bruneck. Dort begründete er 1912 das Brunecker Stadtmuseum und wurde Leiter der deutschnationalen Ortsgruppe im Tiroler Volksbund. 1914 versetzte man ihn nach Landeck. Während des Ersten Weltkrieges verrichtete er im Kriegsdienst Kanzleiarbeiten in Innichen und Schärding, wurde aber schon 1915 aus dem Kriegsdienst entlassen und Bezirksrichter im Sarntal. Er heiratete 1915 Olga Brunner, mit der er fünf Kinder haben sollte.
Nach dem Krieg war Tschurtschenthaler im von Italien annektierten Südtirol Landgerichtsrat am Kreisgericht Bozen. Zugleich arbeitete er an der 1920 gegründeten Zeitschrift Der Schlern mit, bei der er 1927 die Leitung der literarischen Beilage übernahm. 1928 versetzte ihn das faschistische Regime als Tribunalrat nach Turin.
Nach kurzer Zeit quittierte er den Dienst, ließ sich pensionieren und eröffnete eine Rechtsanwaltskanzlei in Bozen. Um 1933 oder 1934 übersiedelte er in seine Heimatstadt Bruneck, betrieb dort wieder eine Rechtsanwaltskanzlei und lebte im Übrigen zurückgezogen seinen heimatkundlichen Studien. Er optierte 1939 für die Aussiedlung in das Deutsche Reich und kam 1940 nach Bregenz, wo er trotz bereits angeschlagener Gesundheit noch Oberlandesgerichtsrat wurde.
Sein Leichnam wurde auf den Friedhof nach Bruneck überführt.

## Werk
Paul Tschurtschenthaler war als Schriftsteller vor allem Erzähler und Heimatschriftsteller, in dessen Werke eine gute Kenntnis der Südtiroler Landschaft einfloss. Auch historische Begebenheiten und landes- und volkskundliche Details brachte er darin zur Darstellung. Neben Gedichten verfasste er ab den 1930er Jahren volkstumspolitische Bücher und Tagebücher. Generell kann die Erhaltung der deutschen Sprache und Kultur gegenüber den starken Italianisierungstendenzen nach dem Ersten Weltkrieg als seine Lebensaufgabe bezeichnet werden, in dessen Dienst sein volkskundliches und schriftstellerisches Werk steht.

### Bücher
- Saitengold und Lieder. Gedichte. Wagner, Innsbruck 1907. (online)
- Auf Wanderungen. Reisebilder und Fahrten. Verlag der Deutschen Buchhandlung, Bozen 1910. (online)
- Die Abfahrt von der Alm im Pustertal (Tirol). Helios, Wien 1912.
- Aus den Aufzeichnungen eines Stadtschreibers von Bruneck 1723–41. Pötzelberger, Meran 1913 (gemeinsam mit Johann Joseph von Tschusi).
- Berg- und Waldwege. Fahrten im deutschen Süden. Hausen, Saarlouis 1921. (online)
- Bozner Landschaften. Natur- und Volksschilderungen. Ferrari, Bozen 1926.
- Brunecker Heimat-Buch. Verlag der Buchhandlung Vogelweider, Bolzano 1928. (online)
- Bergluft. Erzählungen. Vogelweider, Bolzano 1928.
- Beim Waldbrunnen. Gedichte. Vogelweider, Bozen 1929.
- Gestalten aus dem Etschland. Erzählungen. Ferrari, Bozen 1930.
- Über den Ritten. Ein Wanderbuch. Ferrari, Bozen 1933. (online)
- Das Land der Romantik. Ein Buch vom Eisacktal. Ferrari, Bozen 1933.
- Das Bauernleben im Pustertal. Vogelweider, Bolzano 1935. (online)
- Es lebt ein Volk an Rienz, Eisack und Etsch. Tyrolia-Verlag, Innsbruck 1936.
- Das Christkindl auf Reisen. Tiroler Weihnachtsgeschichten. Rauch, Innsbruck 1936.
- Ein Krügl Wein aus Sankt Urbans Land. Tyrolia-Verlag, Innsbruck 1937.
- Die Tschurtschenthaler. Ein altes Tiroler Bauerngeschlecht und seine Entwicklung. Wagner, Innsbruck 1941.
- Südtiroler Wanderbilder. Ferrari-Auer, Bozen 1954.
- Nirgends mehr daheim. Paul Tschurtschenthalers Brunecker Chronik 1935–1939. Hrsg. von Josef Gasteiger Wiesenegg, Margot Pizzini und Hannes Obermair. Edition Raetia, Bozen 2000, ISBN 978-88-7283-145-8.
- So geh ich als einsamer Mensch hinweg. Paul Tschurtschenthalers Brunecker Chronik 1939–1941. Hrsg. von Josef Gasteiger Wiesenegg. Edition Raetia, Bozen 2011, ISBN 978-88-7283-399-5.

### Aufsätze (Auswahl)
- Zur Geschichte des Dorfes Corti (Hofern), in: Der Schlern 9, Bozen 1928, S. 177–183 (Digitalisat).
- Wallburgen im Pustertale, in: Der Schlern 10, Bozen 1929, S. 314.
- Ein altes Hausinventar aus dem Pustertale, in: Der Schlern 11, Bozen 1930, S. 108.
- Zum Jubelfeste des Ehepaares Mayr am Untergansnerhof, in: Der Schlern 11, Bozen 1930, S. 390.
- Das Pfaffenköchin- oder Leonhardi-Eisen, in: Der Schlern 11, Bozen 1930, S. 410.
- Das alte Stadtgebiet von Brunico, in: Der Schlern 12, Bozen 1931, S. 220.
- Das Ärztegeschlecht der Liebl, in: Der Schlern 12, Bozen 1931, S. 398.
- Alte Bräuche aus dem Kloster Sonnenburg im Pustertale, in: Der Schlern 14, Bozen 1933, S. 14.
- Das Wetterkreuz, in: Der Schlern 14, Bozen 1933, S. 69.
- Zur Geschichte des Dorfes Issengo im Pustertale, in: Der Schlern 14, Bozen 1933, S. 383–390 (Digitalisat).
- Von Volkskunde und Volkskunst, in: Der Schlern 14, Bozen 1933, S. 409.
- Etwas von der Schlern-Weinstube im Mayrbuschen 14, in: Der Schlern, Bozen 1933, S. 446.
- Der Hexenstein bei Terento im Pustertale, in: Der Schlern 15, Bozen 1934, S. 61.
- Der Palmstein im Brunecker Feld und andere Palmsteine, in: Der Schlern 15, Bozen 1934, S. 164.
- Der alte Mairhof in Chienes und das castrum Chiena, in: Der Schlern 15, Bozen 1934, S. 266.

## Ehrungen
1945 wurde der Platz vor der Ursulinenkirche in Bruneck als Paul-Tschurtschenthaler-Park benannt.

## Ausstellungen
- Paul Tschurtschenthaler und seine Zeit. Bruneck 2011.